# Trophonopsis muricata
Trophonopsis muricata of de geruite ribhoren is een slak uit de familie Muricidae.
Het dier heeft een tamelijk kleine, slanke fusiforme schelp met lang en bijna recht siphokanaal. Deze soort heeft naast dwarsribben ook spiraalribben.
Deze variabele soort is als fossiel niet zeldzaam in de Zanden van Oorderen en de Zanden van Kruisschans. Het recente voorkomen is van de Middellandse Zee tot Zuid- en Zuidwest-Engeland.